# Canton de Ris-Orangis
Le canton de Ris-Orangis est une division administrative et une circonscription électorale française située dans le département de l'Essonne et la région Île-de-France.
À la suite du redécoupage cantonal de 2014, les limites territoriales du canton sont remaniées. Le nombre de communes du canton passe de 1 à 6.

## Géographie
| Type d'occupation                | Pourcentage | Superficie (en hectares) |
| -------------------------------- | ----------- | ------------------------ |
| Espace urbain construit          | 51,3 %      | 426,29                   |
| Espace urbain non construit      | 24,4 %      | 202,38                   |
| Espace rural                     | 24,3 %      | 201,51                   |
| Source : L'Institut Paris Région |             |                          |

Le canton de Ris-Orangis est organisé autour de la commune de Ris-Orangis dans les arrondissements d'Évry et de Palaiseau. Son altitude varie entre trente-deux mètres et quatre-vingt-deux mètres à Ris-Orangis, pour une altitude moyenne de trente-six mètres.

## Historique
Le canton de Ris-Orangis fut créé par le décret ministériel no 67-589 du 22 juillet 1967, il regroupait à l'époque les communes de Ris-Orangis et Bondoufle.
Un nouveau décret ministériel du 25 novembre 1975 lui enleva la commune de Bondoufle, rattachée au canton d'Évry.
Par décret du 24 février 2014, le nombre de cantons du département est divisé par deux, avec mise en application aux élections départementales de mars 2015. Le canton de Ris-Orangis est conservé et s'agrandit. Il passe de 1 à 6 communes.

## Représentation

### Représentation avant 2015
| Période | Période          | Identité          | Étiquette    | Qualité |
| ------- | ---------------- | ----------------- | ------------ | --- |
| 1967    | 1976             | Daniel Perrin     | PCF          | Photograveur Maire de Ris-Orangis (1971-1995)                                                                |
| 1976    | 1982             | Michel Marcou     | DVD puis RPR | Médecin |
| 1982    | 1994             | Daniel Perrin     | PCF          | Maire de Ris-Orangis                                                                                         |
| 1994    | 2012 (démission) | Thierry Mandon    | PS           | Consultant Député (1988-1993, 2012-2014) vice-président du conseil général, maire de Ris-Orangis (1995-2012) |
| 2012    | 2015             | Stéphane Raffalli | PS           | Avocat au barreau de Paris Maire de Ris-Orangis depuis 2012                                                  |

#### Résultats électoraux
Élections cantonales, résultats des deuxièmes tours 
- Élections cantonales de 2001 : 55,39 % pour Thierry Mandon (PS), 44,61 % pour Claude Ravier (RPR), 56,93 % de participation[5].
- Élections cantonales de 2008 : 65,83 % pour Thierry Mandon (PS), 34,17 % pour Isabelle Vidal (UMP), 44,41 % de participation[6].
- Élections cantonales partielles de 2012 : 72,39 % pour Stéphane Raffalli (PS), 27,61 % pour Pierre Nègre (UMP), 18,54 % de participation[7].

### Représentation depuis 2015
| Période élective | Période élective | Mandat | Mandat   | Identité           | Nuance | Nuance | Qualité                                                                           |
| ---------------- | ---------------- | ------ | -------- | ------------------ | ------ | ------ | --------------------------------------------------------------------------------- |
| 2015             | 2021             | 2015   | 2021     | Hélène Dian-Leloup |        | EELV   | Conseillère pédagogique en musique Maire-adjointe du Plessis-Pâté (jusqu'en 2020) |
| 2015             | 2021             | 2015   | 2021     | Stéphane Raffalli  |        | PS     | Avocat au barreau de Paris Maire de Ris-Orangis (depuis 2014)                     |
| 2021             | 2028             | 2021   | en cours | Tiphaine Valdeyron |        | PCF    | Conseillère municipale de Fleury-Mérogis                                          |
| 2021             | 2028             | 2021   | en cours | Stéphane Raffalli  |        | PS     | Ancien avocat à la cour Maire de Ris-Orangis (depuis 2014)                        |

### Résultats détaillés

#### Élections de mars 2015
À l'issue du 1er tour des élections départementales de 2015, deux binômes sont en ballottage : Hélène Dian-Leloup et Stéphane Raffalli (Union de la Gauche, 34,82 %) et Marie-Christine Graveleau et Francisque Vigouroux (FN, 29,14 %). Le taux de participation est de 46,08 % (14 247 votants sur 30 921 inscrits) contre 47,42 % au niveau départemental et 50,17 % au niveau national.
Au second tour, Hélène Dian-Leloup et Stéphane Raffalli (Union de la Gauche) sont élus avec 60,62 % des suffrages exprimés et un taux de participation de 47,49 % (8 074 voix pour 14 692 votants et 30 937 inscrits).

#### Élections de juin 2021
Le premier tour des élections départementales de 2021 est marqué par un très faible taux de participation (33,26 % au niveau national). Dans le canton de Ris-Orangis, ce taux de participation est de 25,05 % (7 968 votants sur 31 805 inscrits) contre 30,18 % au niveau départemental. À l'issue de ce premier tour, deux binômes sont en ballottage : Stéphane Raffalli et Tiphaine Valdeyron (Union à gauche, 47,91 %) et Laurence Budelot et Alexandre Courbera (Union des démocrates et indépendants, 27,59 %).
Le second tour des élections est marqué une nouvelle fois par une abstention massive équivalente au premier tour. Les taux de participation sont de 34,36 % au niveau national, 32,47 % dans le département et 27,62 % dans le canton de Ris-Orangis. Stéphane Raffalli et Tiphaine Valdeyron (Union à gauche) sont élus avec 55,2 % des suffrages exprimés (4 402 voix pour 8 788 votants et 31 812 inscrits),,.

## Composition

### Composition avant 2015

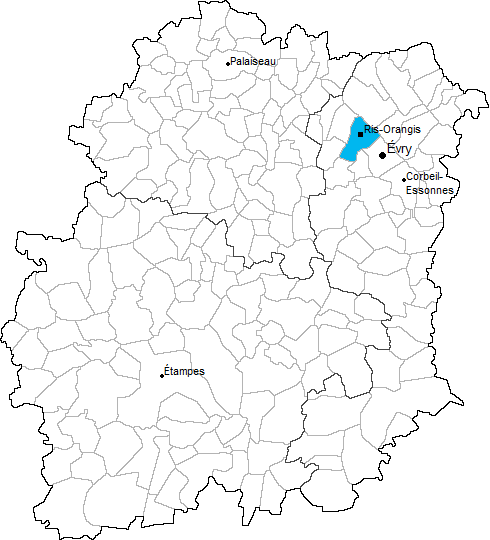
Situation du canton dans le département de l'Essonne avant 2015

Le canton de Ris-Orangis comptait une commune.
| Nom                     | Code Insee | Codepostal | Superficie (km2) | Population (dernière pop. légale) | Densité (hab./km2) |
| ----------------------- | ---------- | ---------- | ---------------- | --------------------------------- | ------------------ |
| Ris-Orangis (chef-lieu) | 91521      | 91130      | 8,71             | 26 800 (2012)                     | 3 077              |

### Composition depuis 2015
Le canton comprend désormais six communes entières.
| Nom                                 | Code Insee | Intercommunalité                | Superficie (km2) | Population (dernière pop. légale) | Densité (hab./km2) | Modifier                                    |
| ----------------------------------- | ---------- | ------------------------------- | ---------------- | --------------------------------- | ------------------ | ------------------------------------------- |
| Ris-Orangis (bureau centralisateur) | 91521      | CA Grand Paris Sud              | 8,71             | 30 283 (2022)                     | 3 477              | modifier les données · modifier les données |
| Bondoufle                           | 91086      | CA Grand Paris Sud              | 6,76             | 10 833 (2022)                     | 1 603              | modifier les données · modifier les données |
| Fleury-Mérogis                      | 91235      | CA Cœur d'Essonne Agglomération | 6,51             | 13 816 (2022)                     | 2 122              | modifier les données · modifier les données |
| Le Plessis-Pâté                     | 91494      | CA Cœur d'Essonne Agglomération | 7,58             | 4 107 (2022)                      | 542                | modifier les données · modifier les données |
| Vert-le-Grand                       | 91648      | CC du Val d'Essonne             | 15,93            | 2 348 (2022)                      | 147                | modifier les données · modifier les données |
| Vert-le-Petit                       | 91649      | CC du Val d'Essonne             | 6,83             | 2 716 (2022)                      | 398                | modifier les données · modifier les données |
| Canton de Ris-Orangis               | 9115       |                                 | 52,32            | 64 103 (2022)                     | 1 225              | modifier les données                        |

## Démographie

### Démographie avant 2015

#### Évolution démographique
| 1968   | 1975   | 1982   | 1990   | 1999   | 2006   | 2011   | 2012   |
| ------ | ------ | ------ | ------ | ------ | ------ | ------ | ------ |
| 23 511 | 27 249 | 24 925 | 24 677 | 24 436 | 26 620 | 26 988 | 26 800 |

#### Pyramide des âges
| Hommes | Classe d’âge | Femmes |
| ------ | ------------ | ------ |
| 0,2    | 90 ans ou +  | 0,7    |
| 4,6    | 75 à 89 ans  | 7,0    |
| 9,9    | 60 à 74 ans  | 11,7   |
| 17,9   | 45 à 59 ans  | 17,6   |
| 22,7   | 30 à 44 ans  | 22,3   |
| 20,6   | 15 à 29 ans  | 19,3   |
| 24,2   | 0 à 14 ans   | 21,3   |

| Hommes | Classe d’âge | Femmes |
| ------ | ------------ | ------ |
| 0,3    | 90 ans ou +  | 0,8    |
| 4,4    | 75 à 89 ans  | 6,7    |
| 11,3   | 60 à 74 ans  | 11,9   |
| 19,9   | 45 à 59 ans  | 20,0   |
| 21,9   | 30 à 44 ans  | 21,4   |
| 20,6   | 15 à 29 ans  | 19,2   |
| 21,7   | 0 à 14 ans   | 20,0   |

### Démographie depuis 2015
En 2022, le canton comptait 64 103 habitants, en évolution de +8,99 % par rapport à 2016 (Essonne : +2,89 %, France hors Mayotte : +2,11 %).
| 2013   | 2018   | 2022   |
| ------ | ------ | ------ |
| 54 925 | 62 462 | 64 103 |

## Économie

### Emplois, revenus et niveau de vie
| Répartition des emplois par catégories socioprofessionnelles en 2006. |              |                                           |                                                   |                            |                          |                           |
|                                                                       | Agriculteurs | Artisans, commerçants, chefs d'entreprise | Cadres et professions intellectuelles supérieures | Professions intermédiaires | Employés                 | Ouvriers                  |
| Canton de Ris-Orangis                                                 | 0,1 %        | 5,5 %                                     | 17,0 %                                            | 27,6 %                     | 32,7 %                   | 17,1 %                    |
| Département de l'Essonne                                              | 0,2 %        | 4,5 %                                     | 22,1 %                                            | 27,7 %                     | 27,6 %                   | 17,9 %                    |
| Moyenne nationale                                                     | 2,2 %        | 6,0 %                                     | 15,4 %                                            | 24,6 %                     | 28,7 %                   | 23,2 %                    |
| Répartition des emplois par secteurs d'activités en 2006.             |              |                                           |                                                   |                            |                          |                           |
|                                                                       | Agriculture  | Industrie                                 | Construction                                      | Commerce                   | Services aux entreprises | Services aux particuliers |
| Canton de Ris-Orangis                                                 | 0,3 %        | 11,3 %                                    | 5,8 %                                             | 13,1 %                     | 15,9 %                   | 8,4 %                     |
| Département de l'Essonne                                              | 0,8 %        | 11,5 %                                    | 6,1 %                                             | 15,4 %                     | 18,8 %                   | 6,4 %                     |
| Moyenne nationale                                                     | 3,5 %        | 15,2 %                                    | 6,4 %                                             | 13,3 %                     | 13,3 %                   | 7,6 %                     |
| Sources : Insee,                                                      |              |                                           |                                                   |                            |                          |                           |